# Lysocline

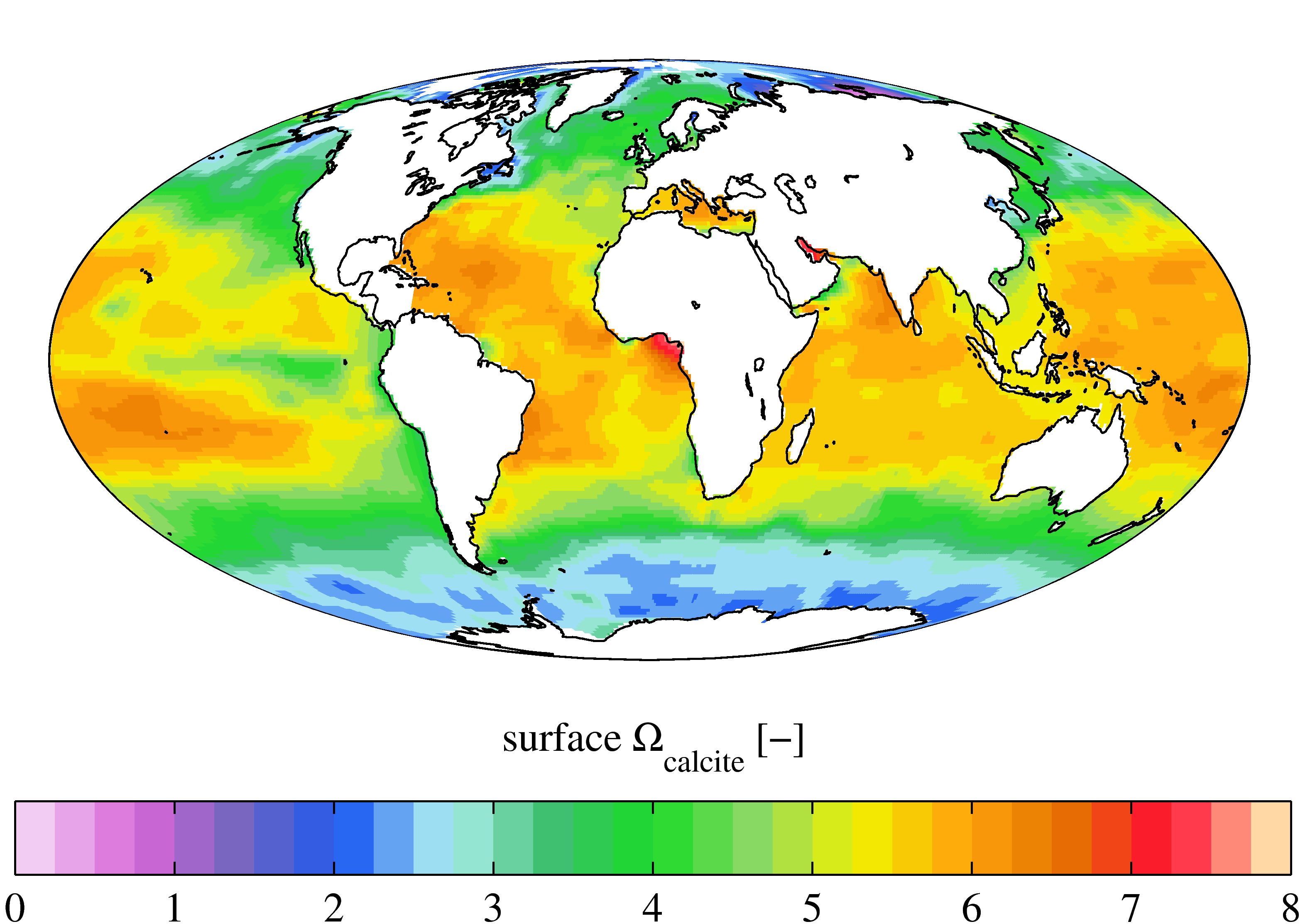
Carte de la lysocline sur la planète terre.

La lysocline, en géologie, géochimie et biologie marine, est la profondeur dans l'océan à partir de laquelle la solubilité du calcaire augmente fortement.
Les eaux marines de surface sont généralement sursaturées en calcaire CaCO3. Aussi, quand les organismes marins à test carbonaté (en calcite ou en son polymorphe, l'aragonite) meurent, ils ont tendance à tomber sans se dissoudre. La pression augmentant avec la profondeur, la saturation de l'eau de mer en calcite diminue et la coquille commence à se dissoudre. À la lysocline, la vitesse de dissolution augmente rapidement.
En dessous, il existe une profondeur connue sous le nom de seuil de compensation des carbonates (en anglais CCD : Carbonate Compensation Depth), à partir de laquelle les conditions de pression et de température rendent les carbonates instables, et qui donc ne se déposent pas.
C'est l'équivalent de la limite de la neige en montagne.
Le niveau de compensation des carbonates n'est pas constant dans le temps ni dans l'espace. Il varie en fonction de la composition chimique et de la température de l'eau de mer. Il était beaucoup plus haut entre le Crétacé et l'Éocène.